# 马子安
马子安（1918年11月—2020年5月2日），山西汾阳人，中国人民解放军开国大校，云南省军区原政治委员。

## 生平
1937年参加革命，1938年4月入伍。抗日战争时期，曾参加百团大战。第二次国共内战时期，先后参加上党、吕梁、淮海、渡江、两广、滇南等战役战斗。
1950年后，历任中国人民解放军第13军38师政治委员，昆明军区干部部副部长等职。1956年7月至1964年3月，任中共中国人民解放军昆明军区监察委员会副书记。1966年9月至1978年5月，历任中国人民解放军昆明军区后勤部副政治委员、第二政治委员。1978年5月8日至1983年5月14日，任中国人民解放军云南省军区政治委员（设有第一政治委员）、党委副书记。
2020年5月2日在昆明逝世。